# 大原永子
大原 永子（おおはら のりこ、1943年12月8日 - ）は、日本のバレエダンサー・バレエ指導者である。日本とイギリスの両国でプリマ・バレリーナとして活躍し、世界各国のバレエ・コンサートに客演した。1997年に大英帝国勲章（OBE）、2004年に紫綬褒章を受章している。2014年9月から2020年8月まで、新国立劇場の芸術監督（舞踊部門）を務めた。

## 経歴
1943年、東京都杉並区で5人兄姉の4番目の子として生まれた。第2次世界大戦中は関西に疎開していたが、終戦後一家で東京に戻った。幼いころから活発な性質で、近所のガキ大将となって陣取りやゴム跳びなどに熱中していた。母はバレエやオペラなどを愛好していて、幼い彼女を1948年6月6日に世田谷区の明大前にあった橘秋子のバレエ研究所に入門させた。父はバレエを習うことについて、「5人のうち1人だけ贅沢すぎる」と反対の立場をとっていた。最初は強制されてのレッスンが嫌でたまらず泣いて抵抗していたが、母は娘が泣き止むのをひたすら待つという日々が続いた。1年後、根負けした大原はレッスンを開始した。
バレエのレッスンを始めてみると、俊敏で運動神経が良い上に勝ち気で負けず嫌いな性質も手伝って、上達は早かった。当時はバレエ用品を売る店は存在せず、舞台衣装は絹布団の裏地やパラシュート生地などを利用した母手製のものだった。トウシューズは衣装と同様に母が帯芯を利用して作ってくれたが、時には既製品を買うこともあった。そのシューズは当時の価格で数千円もしたため、大切に履いて最低でも1年間はもたせていたが、煉瓦のように硬い代物であった。
当初はいやいやながらレッスンに通っていたが、次第に面白くなってきて1人でも通うようになった。それでもいつ辞めようかなどと考えていて、バレエを一生の仕事にすることなどは思いも及ばなかったが、1955年に大きな転機が訪れた。11歳の大原は、母とともにバレエ学校で開かれたパーティに出席した。帰り際、母が「今日から橘秋子先生のところで暮らすのよ」と突然告げられて驚いたという。橘からの養子縁組の話を、母が独断に近い形で取り決めたために、反対する父と母の間で一悶着があったことを知ったのは、かなり後になってからのことだった。
養女になったとはいえ、橘との関係は母娘ではなく、師弟の間柄と相違はなかった。その点では橘の実娘、牧阿佐美も同様だった。牧の養育は他人に委ねられ、母の橘はバレエを職業として打ち込んでいた。大原は橘の内弟子たちとともに、バレエ学校で寝起きしていた。まだ幼い彼女はホームシックにかかりながらも、厳格な橘の特訓に耐えていた。テクニックの向上はもとより、精神力を鍛えるための座禅から始まり、月1回の滝行までが特訓の内容に含まれていた。滝行に関しては、水の跳ね返りで息もできず、耐え切れずに泣きわめく子もいた。その試練に耐え抜くことでダンサーに必要な胆力、落ち着き、集中力などが養われ、後に大原は「あの精神修養は、のちのち受けてよかったと思う」と述懐し、橘の厳しさに反発し、嫌いだと思ったこともあったが、大きなものを残してくれたとの感謝の念を述べている。厳しい指導の一方で橘は、弟子たちに「バレエ・バカになるな」とも言って、茶道、華道、料理や裁縫なども習わせ、弟子たちがバレエしか知らないような偏った人間にならないような配慮も忘れなかった。
バレエダンサーとしての天分に恵まれた大原は、橘の特訓が功を奏して、12歳から13歳ころにはクラシックバレエの主要なパ・ド・ドゥをレパートリーに加え、牧阿佐美バレヱ団のプリマ・バレリーナの座を得た。彼女は5歳年下の森下洋子とともに、ひとみや少女フレンドなど、当時の少女雑誌のグラビアページに頻繁に取り上げられ、「天才少女バレリーナ」として日本中の少女たちのアイドル的存在となった。18歳のときに『白鳥の湖』全幕の主役を務めるなど、牧阿佐美バレヱ団の様々な作品に出演して好評を博し、牧の代役で主演した『飛鳥物語』ではバレヱ団が1962年芸術祭文部大臣奨励賞を受賞した。1968年には大原自身が第1回芸術選奨文部大臣新人賞を受賞している。1969年にはバレヱ団に所属しつつも自分のバレエ・スタジオを鎌倉に開いた。1971年に、ニューヨークへ単身で留学し、帰国後の1972年に批評家協会賞を受けた。
1974年8月、渡英して旧知の振付家ジャック・カーターの元に身を寄せた。バレエの仕事があるかどうか心配していたが、ガリーナ・サムソワが当時主宰していたニュー・ロンドン・バレエ団と3か月間の契約を結ぶことができた。ニュー・ロンドン・バレエ団での舞台を観たベリル・グレイからロンドン・フェスティヴァル・バレエ団への入団を誘われ、契約を結んだのは帰国予定半年前のことだった。最初は1年だけイギリスで生活する予定だったが、その日々が終わりに近づいたころ、振付家でスコティッシュ・バレエ団の創立者、ピーター・ダレル に彼のバレエ団への入団の誘いを受けた。小柄なプリマ・バレリーナを探していたダレルは、大原の舞台を観てスカウトに訪れたのだった。2週間後に帰国の予定が迫っていたが、ダレルは1日だけのゲスト出演を提案した。その舞台で彼女が踊った『くるみ割り人形』は大好評を博したため、ダレルは再度大原に入団を要請した。大原がいったん帰国しなければならない事情と、イギリスに戻ってくる旅費がないことを打ち明けると、ダレルは入団を秋に延期して、航空券を手配することを約束してくれた。
1975年秋、大原は牧の許可を受けてスコティッシュ・バレエ団とプリンシパル契約を結んだ。スコティッシュ・バレエ団との契約は1年更新制だったため、翌年には帰国しようと思っていたが、契約更新は回を重ねていった。そのため鎌倉と白楽に所有していたバレエ・スタジオを手放し、スコティッシュ・バレエ団のプリマ・バレリーナとして舞台に立った。スコティッシュ・バレエ団の海外公演に出演し、1977年からはスイスのバーゼル・バレエ団にも籍を置くなど、ヨーロッパで活躍をつづけ、世界各国のバレエ・ガラにも客演した。日本では牧バレヱ団の舞台にも時々出演し、1976年に橘秋子賞の優秀賞、1982年に芸術選奨文部大臣賞、1991年には服部智恵子賞を受賞した。
大原はクラシックから創作まで幅広いレパートリーを踊っているが、お姫様や村娘よりも人生経験を役に活かせるものや、人間くさかったり複雑だったりする役柄を好んでいる。本人自身が気に入っていて代表作に挙げているのは、ロバート・コーハン振付の『真夏の夜の夢』（ヒッポリタ役）、ピーター・ダレル振付『カルメン』、『シンデレラ』、『ラ・ペリ』、『ホフマン物語』、ジョン・クランコ振付『ロメオとジュリエット』などである。とりわけジュリエットについては、「一番好きな役」と発言している。実年齢の若いバレエダンサーがジュリエットを演じると、前半の若々しく無邪気なジュリエットを表現しようとしてもどう演技すればよいかわからない場合があるが、人生経験を積んでいる彼女は若いバレエダンサーの振る舞いを客観的に見ることができるため、それを演技に取り入れることができた。後半のロメオとの恋愛や引き裂かれる苦悩などを自らの人生で経験してきたことを投影して演じた。大原はマクミラン版の『ロメオとジュリエット』よりクランコ版の方が好きだとも述べている。
スコティッシュ・バレエ団は国立のため、社会保険などの保証はしっかりしているが、ダンサーの契約は1年更新のため、毎年の契約前には厳しいチェックが課されていた。「太った」「下手になった」「休みが多すぎる」などの警告が2年連続すると、失職を覚悟しなければならなかった。20年以上プリマ・バレリーナとして踊り続けていた大原にも、何度か舞台生命を脅かす危機が訪れた。最初の危機は、1979年に両足首の故障に見舞われ、2回の手術を受けたときだった。その2年後、膝の骨を損傷して年に2回の手術を受け、全治7-8か月を宣告された。当時の主治医は、舞台復帰はできないかもしれないとスコティッシュ・バレエ団に報告していた。大原は5か月で舞台復帰を果たし、「ノリコは強い」と仲間たちに評価された。早期の舞台復帰ができたことについても、大原は橘に感謝の念を抱き続けている。
大原のイギリスでの恩人ピーター・ダレルは、1987年に世を去った。その後を継いだガリーナ・サムソワも、大原のよき理解者であり、引退を考えていた彼女に自分に合った役柄をもう少し踊った後に、指導者に転身したほうがよいと勧めた。1995年にスコティッシュ・バレエ団のプリマ・バレリーナの座から退き、牧バレヱ団やスコティッシュ・バレエ団などで後進の指導にあたった。1999年7月には、牧の依頼を受けて新国立劇場バレエ団でバレエ・ミストレスとなり、後に芸術監督補に就任した。
2014年9月1日付で新国立劇場芸術監督（舞踊部門）に就任した。大原は目標を「大人のバレエ団」とし、「言いたいことを踊りを通して表現できて、観客を満足させられるように育てたいですね」と抱負を語った。芸術監督としての初仕事は、『眠れる森の美女』新演出版（ウェイン・イーグリング演出）となった。2020年8月に任期を終え、後任の芸術監督には吉田都が就任した。
1997年に日本人アーティストとして初の大英帝国勲章（OBE）を受章し、2004年には紫綬褒章を受章している。2014年、旭日小綬章受章。